# لاري شو
لاري شو (بالإنجليزية: Larry Shaw)‏ هو وكيل أدبي وكاتب أمريكي، ولد في 9 نوفمبر 1924 في سكنيكتادي في الولايات المتحدة، وتوفي في 1 أبريل 1985.